# Лапаева, Валентина Викторовна
Валентина Викторовна Лапаева (род. 20 октября 1952, Калинин) — советский и российский правовед, доктор юридических наук (1993), главный научный сотрудник Института государства и права РАН. Автор более 270 публикаций по проблемам теории, социологии и философии права, конституционного права, законодательства о науке.

## Биография
В 1974 году окончила экономический факультет МГУ. С 1975 года — младший научный сотрудник ВНИИ советского законодательства при Министерстве юстиции СССР (в настоящее время — Институт законодательства и сравнительного правоведения при Правительстве РФ), далее — старший, ведущий и главный научный сотрудник этого Института. В 1978 году защитила кандидатскую диссертацию по теме «Вопросы права в „Капитале“ К.Маркса», а в 1993 году — докторскую диссертацию.
С 2002 года — главный научный сотрудник Российской академии правосудия; с 2007 года — главный научный сотрудник Института государства и права РАН. С 2014 года по 2018 год — советник Конституционного Суда РФ. В настоящее время — главный научный сотрудник в секторе философии права, истории и теории государства и права Института государства и права РАН.
В период работы съездов народных депутатов СССР В. В. Лапаева была одним из руководителей (вместе с Н. Бетанели) Социологической службы съездов. На протяжении ряда лет являлась членом Научно-методического совета при Центральной избирательной комиссии РФ. Член редколлегии журналов; «Социс», «Журнал конституционного правосудия», «Российский журнал правовых исследований», «Управление наукой: теория и практика».
Подготовленный ею инициативный законопроект о «О политических партиях и иных политических объединениях» прошел обсуждение на двух общественных слушаниях, организованных Независимым институтом выборов и Институтом федерализма и гражданского общества (см. «Выборы. Законодательство и технологии» 2000. № 11; 2000, № 12; 2001, № 1), был одобрен в качестве общественной законотворческой инициативы и в 2001 году внесен в Государственную Думу РФ депутатами В. Игруновым, В. Лысенко и В. Рыжковым как альтернативный президентскому законопроекту (при голосовании набрал 90 голосов).
В период существования партии «Союз людей за образование и науку» (с 2002 г. по 2007 г.) В. В. Лапаева была её активным членом, подготовила программу партии («Российская газета». 2003. 26 ноября).
Награждена почетной грамотой Государственной Думы РФ и благодарственным письмом Председателя Конституционного Суда РФ.
Вдова академика РАН Владика Сумбатовича Нерсесянца. Имеет дочь — Нерсесянц Анна Владиковна.

## Научная деятельность
Сфера научных интересов Валентины Викторовны:
- В области теории права связана прежде всего с конкретизацией либертарно-юридической теории и переводом её на уровень.
- В области философии права — с типологией правопонимания, проблемой соотношения права, морали и религии.
- В области социологии права — с разработкой теоретико-методологических проблем социологического обеспечения законотворчества.
- В области конституционного права — с разработкой отечественной доктрины критериев ограничения прав человека, с правовыми основами развития парламентаризма и многопартийности в России.
- В области законодательства о науке — с анализом правовой политики российского государства в сфере развития науки и технологий.
- В области правового обеспечения геномных исследований — с разработкой концепции совершенствования законодательства, регламентирующего отношений в сфере развития геномных исследований и технологий[3].

Особое внимание уделяет исследованию и развитию творческого наследия академика В. С. Нерсесянца и прежде всего его либертарно-юридической теории и концепции цивилизма как нового постсоциалистического общественного строя.

## Основные работы

### Научные публикации
Монографии
- «Вопросы права в „Капитале“ К. Маркса» (М., 1982),
- «Конкретно-социологические исследования в праве» М., 1987),
- «Законодатель и общество» (М., 1993, депон.),
- «Право и многопартийность в современной России» (М., 1999),
- «Право и политика: из научной публицистики» (М., 2005, 2009),
- «Типы правопонимания: правовая теория и практика» (М.: Российская академия правосудия, 2012);
- "Право в эпоху генетической революции: прогресс геномики человека с позиций правового подхода" (М.: Проспект, 2023);

Учебные пособия
- «Социология права» (М., 2000, 2008)
- «Российская социология права» М., 2005)
- «Комментария к Федеральному закону „О политических партиях“» (М., 2002)

Статьи
- Российская философия права в контексте западной философско-правовой традиции // Вопросы философии. 2010. № 5. С.3-14.
- Проблемы правопонимания в свете актуальных задач российской правовой теории и практики // Государство и право. 2012. № 2. С.5-14.
- Дело «Константин Маркин против России» в контексте проблемы национального суверенитета // Сравнительное конституционное обозрение. 2012. № 2 С.71-90.
- Право граждан Российской Федерации на объединение в политическую партию: основания и пределы ограничения // Журнал конституционного правосудия, 2013. № 1. С.1-8.
- Приватизация социалистической собственности: конституционно-правовой и философско-правовой анализ // Вопросы права и политики. 2014. № 2. С.1-46.
- Право и правовое государство в постсоциалистической России // Социологические исследования. 2016. № 7. С.66-77.
- Социализм как закономерный этап всемирно-исторического процесса: с позиций концепции цивилизма В. С. Нерсесянца // Вопросы философии. 2018. № 7. С.44-56.
- Соотношение права и справедливости в либертарно-юридической теории В. С. Нерсесянца // Труды Института государства и права РАН 2018. № 13. С.9-36.
- Постсоциалистическое будущее как предмет исследований социологии (c позиций теории цивилизма В. С. Нерсесянца) // Социологические исследования. 2019. № 3. С.3-12
- Международное регулирование отношений в сфере биомедицины: взаимодействие права и морали // Право. Журнал Высшей школы экономики. 2019. № 2. С. 22-44.
- Редактирование генома человека: правовые ограничения, моральные дозволения или религиозные запреты? // Вопросы философии. 2020. № 5. С.116-127.

Составитель и редактор
- «Законодательство о науке: современное состояние и перспективы развития» (М., 2004)
- сборник статей «Владик Сумбатович Нерсесянц» (Ереван. 2009);
- «Принцип формального равенства и взаимное признание права» (М., 2016).

### Публикации в СМИ
Позиция В. В. Лапаевой по актуальным проблемам политико-правовой жизни нашла отражение в ряде статей и интервью:
- Вожди России ни к чему. Зачем нужен закон о партиях // Сегодня. 31.05.1995[4]
- Поверх барьера. Кому достанутся голоса проигравших на выборах партий // Независимая газета. 24.11.1995;
- За все надо платить (Скрытые резервы демократии перед выборами) // Независимая газета от 29.05.1996;
- Кандидату в президенты нужен дублер (Интересы избирателей не должны страдать при выбытии из предвыборной борьбы одного из её участников) // Независимая газета. 16.10 1996;
- Как гарантировать избирательные права граждан // Независимая газета. 3.06.1997;
- Осечка Конституционного Суда. Неверное решение на руку только противникам Основного закона // Независимая газета. 3.02.1999;
- ЛДПР мне не друг, но истина дороже. Решение ЦИК об отказе в регистрации федерального списка этой партии противоречит закону о выборах депутатов // Независимая газета. 19.10.1999;
- Страсть к власти и воля к праву. Обществу не нужны политические ухищрения и фикции, рождающиеся в ходе регистрации предвыборных объединений // Независимая газета. 17.11.1999;
- У общества пока нет сил защитить свои интересы. Новый закон о партиях будет результатом «консенсуса» партийной и государственной бюрократии // Независимая газета. 28.10.2000;
- Пролетарии умственного труда, соединяйтесь. Нужна партия в поддержку российской науки // Независимая газета. 01.02.2001;
- Споры вокруг закона о партиях. Демократия для избранных или единый правовой порядок для всех? // Независимая газета.12.03.2001;
- Когда депутаты меняют ориентацию. Переходя из одной фракции в другую, избранники народа нарушают его суверенитет // Независимая газета. 13.04. 2004;
- Как избавиться от народного избранника. Дело Гудкова": правовые аспекты парламентского казуса // Независимая газета. 24.10.2012;
- «Дело Гудкова»: правовой анализ. Как соотносится лишение депутатского мандата с буквой и духом Конституции РФ // Независимая газета. 19.04.2013;
- "В поисках властного баланса. Не стоит править Конституцию, если можно изменить практику её толкования // Независимая газета. 10.04.2019.